# Conseil d'État (Crimée)
Pour les autres articles nationaux ou selon les autres juridictions, voir Conseil d'État.
2e législature
Rada
Simferopol
Le Conseil d'État de la république de Crimée (en ukrainien : Державна рада Республіки Крим, Derjavna rada Respoubliky Krym ; en russe : Государственный Совет Республики Крым, Gossoudarstvenny Soviet Respoubliki Krym ; en tatar de Crimée Qırım Cumuhurietiniñ Şurası et Къырым Джумхуриетининъ Девлет Шурасы) est une assemblée élue de la république de Crimée. Elle se compose de 75 membres. Elle a été créée le 17 mars 2014. La durée de chaque législature est de cinq ans. Elle succède à la Rada selon le droit russe.

## Mode de scrutin
Le Conseil d'État est composé d'un total de 75 sièges renouvelés tous les cinq ans, dont 25 sièges pourvus au scrutin uninominal majoritaire à un tour dans autant de circonscriptions électorales, et 50 sièges au scrutin proportionnel plurinominal avec un seuil électoral de 5 %.

## Composition
| Législature | Élection | Composition | Composition                                                              | Président             |
| ----------- | -------- | ----------- | ------------------------------------------------------------------------ | --------------------- |
| 1re         | 2014     |             | - Russie unie (70) - Parti libéral-démocrate (5)                         | Vladimir Konstantinov |
| 2e          | 2019     |             | - Russie unie (60) - Parti libéral-démocrate (10) - Parti communiste (5) | Vladimir Konstantinov |